# 甲戊炔醇
甲戊炔醇是一种叔己醇，具有安眠、镇静和抗痉挛作用，治疗指数低。甲戊炔醇最初由拜耳发现于1913年，此后曾短暂应用于治疗失眠，后由于安全性更高的新型药物出现而逐渐被淘汰。
20世纪50年代中期到60年代，甲戊炔醇在欧美等地又被应用为速效镇静剂，但很快被苯二氮䓬类药物替代，并退出市场。

## 合成
甲戊炔醇可通过丁酮和乙炔钠在无水环境和惰性气氛下反应而成。